# Мостиський повіт
Мостиський повіт (пол. Powiat mościski) — історична адміністративно-територіальна одиниця у складі Королівства Галичини і Володимирії, ЗУНР, Польщі, УРСР і дистрикту Галичина. Центром повіту було м. Мостиська.

## У складі Австро-Угорщини
Провісник пізнішого повіту Судовий повіт Мостиська (адміністративно-судовий орган влади) був створений наприкінці 1850 р. Повітова судова виконавча влада підпорядковувалась утвореному того ж року апеляційному суду у Львові (за підпорядкованістю до якого повіти вважались належними до Східної Галичини на противагу апеляційному суду у Кракові як критерію належності до Західної Галичини).
Сам Мостиський повіт як орган адміністративної влади після проголошення в 1854 р. був створений 29 вересня 1855 р. (паралельно до наявного судового повіту) у складі округу Перемишль.
Після скасування окружних відомств наприкінці жовтня 1865 р. їх компетенція перейшла до повітових управлінь. За розпорядженням міністерства внутрішніх справ Австро-Угорщини 23 січня 1867 року під час адміністративної реформи місцевого самоврядування збільшені повіти, зокрема до попереднього Мостиського повіту (з 30 самоврядних громад-гмін) приєднані повіт Судова Вишня (з 35 гмін) і 11 гмін (Боєвичі, Боляновичі з Болянівкою, Хідновичі, Храпличі, Гориславичі, містечко Гусаків, Іорданівка, Лютків, Новосілки, Радохинці, Золотковичі) повіту Нижанковичі та 3 гміни (Кальників, Малнів і Воля Малнівська та Сарни з Реберґом) повіту Краковець. Однак у повіті існували й надалі два окремі судові округи (повіти) — Мостиський і Судововишенський.
Мостиський повіт за переписом 1910 р. налічував 81 гміну (самоврядну громаду) і 68 фільварків та займав площу 755 км². В 1900 році населення становило 79 184 особи, в 1910 році — 87 841 особа. Більшість населення були українцями-грекокатоликами (56 %), євреї становили близько 9 % населення.

## У складіЗУНР
Повіт входив до Львівської військової області ЗУНР. Комісаром Мостиського повіту був Степан Байдала (з 6 листопада 1918 до 14 лютого 1919), управитель канцелярії товариства «Народний Дім». З 14 лютого до 16 травня 1919 року повітовим комісаром ЗУНР був адвокат Любомир Данилович. Делегатом до УНРади обраний Антін Рутко.

## Під польською окупацією
Включений до складу Львівського воєводства після утворення воєводства 3 грудня 1920 р. на окупованих поляками землях ЗУНР.

### Зміни адміністративного поділу

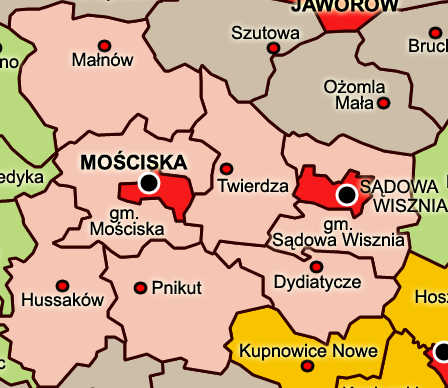
Мостиський повіт

15 червня 1934 р. територія міста Судова Вишня розширена шляхом приєднання частини території села Бортятин.
1 серпня 1934 р. здійснено новий поділ на сільські ґміни внаслідок об'єднання дотогочасних (збережених від Австро-Угорщини) ґмін, які позначали громаду села. Новоутворені ґміни відповідали волості — об'єднували громади кількох сіл або (в дуже рідкісних випадках) обмежувались єдиним дуже великим селом.

#### Міста (Міські ґміни)
1. м. Мостиська
2. м. Судова Вишня

#### Сільські ґміни
Кількість:
1920—1934 рр. — 75
1934—1939 рр. — 7
| Об'єднані сільські ґміни 1934 року | Об'єднані сільські ґміни 1934 року | Старі сільські ґміни | Кількість |
| ---------------------------------- | ---------------------------------- | --- | --------- |
| 1                                  | Ґміна Гуссакув                     | Баліце (Баличі), Боляновіце (Боляновичі), Бойовіце (Боєвичі), Гориславіце (Гориславичі), Гуссакув (Гусаків), Злотковіце (Золотковичі), Йорданувка (Йорданівка), Люткув (Лютків), Мочеради, Мислятиче (Мишлятичі), Радохоньце (Радохинці), Тамановіце (Тамановичі)                      | 12        |
| 2                                  | Ґміна Дідятиче                     | Волчищовіце (Вовчищовичі), Голодувка (Голодівка), Дідятиче (Дидятичі), Макунюв (Макунів), Містице (Мистичі), Мокжани Мале (Малі Мокряни), Мокжани Вєлькє (Великі Мокряни), Орховіце (Оріховичі), Саннікі (Санники), Шешеровіце (Шишоровичі)                                            | 10        |
| 3                                  | Ґміна Малнув                       | Кальнікув (Кальників), Малновска Воля (Малнівська Воля), Малнув (Малнів), Соколя, Стажава (Старява), Чернява (Черневе) | 6         |
| 4                                  | Ґміна Мосьціска                    | Годинє (Годині), Жадковіце (Жадковичі), Закосьцєлє (Закостілля), Завада, Конюшкі Нановскє, Крисовіце (Крисовичі), Ляцка Воля, Ляшкі Ґосьцінцове (Гостинцеве), Пакосць, Подґаць (Підгать), Руднікі (Рудники), Руствечко, Стшельчиска (Стрілецьке), Сулковщизна, Тщенєц (Тщенець), Чишкі | 16        |
| 5                                  | Ґміна Пнікут                       | Буховіце (Буховичі), Вішенка, Ганьковіце (Ганьковичі), Крукєніце (Крукеничі), Острожец, Пнікут, Подліскі, Раденіце (Раденичі), Судковіце (Судковичі), Хліплє (Хлиплі), Чижовіце (Чижевичі), Ятвєнґі (Ятвяги)                                                                           | 11        |
| 6                                  | Ґміна Сондова Вішня                | Бортятин, Волосткув (Волостків), Дмитровіце (Дмитровичі), Долгомосціска (Довгомостиська), Заґроди (Загороди), Зажече (Заріччя), Ксєнжи Мост (Княжий Міст), Кульматиче (Кульматичі), Нікловіце (Нікловичі)                                                                              | 9         |
| 7                                  | Ґміна Твєрдза                      | Арламовска Воля, Войковіце (Вуйковичі), Завадув (Завадів), Крулін (Королин), Ліпнікі, Слабаш, Сломянка, Стояньце (Стоянці), Туліґлови, Твєрдза (Твіржа), Хоросніца | 11        |

* Виділено містечка, що були у складі сільських ґмін та не мали міських прав.

### Населення
У 1907 році українці-грекокатолики становили 61 % населення повіту.
У 1939 році в повіті проживало 97 045 мешканців (59 925 українців-грекокатоликів — 61,75 %, 6 385 українців-латинників — 6,58 %, 24 470 поляків — 25,21 %, 810 польських колоністів міжвоєнного періоду — 0,83 %, 5 440 євреїв — 5,6 % і 15 німців та інших національностей).
Публіковані польським урядом цифри про національний склад повіту за результатами перепису 1931 року (з 89 460 населення ніби-то було аж 49 989 (55,88 %) поляків при 37 196 (41,57 %) українців, 2 164 (2,42 %) євреїв і 19 (0,0 %) німців) суперечать даним, отриманим від місцевих жителів (див. вище) та пропорціям за допольськими (австрійськими 1907 року) та післяпольськими (радянськими 1940 і німецькими 1942) звітами.

## У складі СРСР
У середині вересня 1939 року німці окупували територію повіту, однак вже 26 вересня 1939 року мусіли відступити, оскільки за пактом Ріббентропа-Молотова правобережжя Сяну належало до радянської зони впливу. 27.11.1939 постановою Верховної Ради УРСР Мостиський повіт включений до новоутвореної Дрогобицької області. 17 січня 1940 р. повіт ліквідований шляхом поділу на райони — кожен із кількох ґмін:
- Мостиський — з міської ґміни Мостиська та сільських ґмін Мосьціска і Малнув;
- Крукеницький — із сільських ґмін Гуссакув і Пнікут;
- Судово-Вишнянський — з міської ґміни Судова Вишня та сільських ґмін Сондова Вішня, Дідятиче і Твєрдза.

## Третій Райх
Німецькою окупаційною владою 1.08.1941 відновлений повіт, відновлений був також і поділ на ґміни. Мостиський повіт 11.08.1941 разом з Рудківським повітом підпорядковано крайскомісаріату Судова Вишня (нім. Kreiskommissariat Sadowa Wisznia). На чолі стояв крайсгауптман крайскомісаріату Судова Вишня, цю посаду з 15 вересня 1941 займав адвокат Штокгек (нім. Stockhoeck), який водночас був  окружним старостою окружного староства Лемберг-Гродек — крайсгауптманом. Адміністративним центром було місто Львів.
Пізніше окружне староство Лемберг-Гродек було перейменовано на окружне староство Лемберг-Ланд-Схід (нім. Kreishauptmannschaft Lemberg-Land-Ost). 1 квітня 1942 шляхом об'єднання окружних староств Лемберг-Ланд-Схід і Лемберг-Ланд-Захід та крайскомісаріату Судова Вишня було утворено т. зв. «Львівську заміську округу» (нім. Kreishauptmannschaft Lemberg-Land) або ж «Львівське окружне староство». З 1 червня 1943 керівником об'єднаного окружного староства став оберландрат барон Йоахім фон дер Лаєн. 1 липня 1943 створено Бібрківський, Городоцький, Судововишнянський і Жовківський повітові комісаріати (нім. Landkommissariate Bóbrka, Gródek, Sadowa Wisznia, Zolkiew).
Після повторної радянської окупації на початку серпня 1944 р., радянською владою повіт знову був поділений на райони.

## Україна
Зараз майже вся територія повіту входить до складу України, окрім західної частини ґміни Мальнув з селом Кальників та західною частиною села Старява (східна частина села залишилася в Україні).